# Ėl'chotovo
Ėl'chotovo (in russo Эльхо́тово?; in osseto: Елхот) è un villaggio della Russia europea meridionale, situato nella Ossezia Settentrionale-Alania. È il centro amministrativo del rajon Kirovskij e forma il distretto municipale “insediamento rurale Ėl'chotovskoe”. 
Il villaggio si trova sulla riva destra del fiume Terek, 55 km a nord-ovest di Vladikavkaz.